# E21
La ruta europea E21 és una carretera que forma part de la Xarxa de carreteres europees. Comença a Metz (França) i finalitza a Ginebra (Suïssa) passant per Nancy (Toul), Langres, Dijon, Beaune, Chalon-sur-Saône, Macon, Bourg-en-Bresse, Pont-d'Ain, Bellegarde-sur-Valserine i Saint-Julien-en-Genevois. Té una longitud de 458 km. Té una orientació de nord a sud.

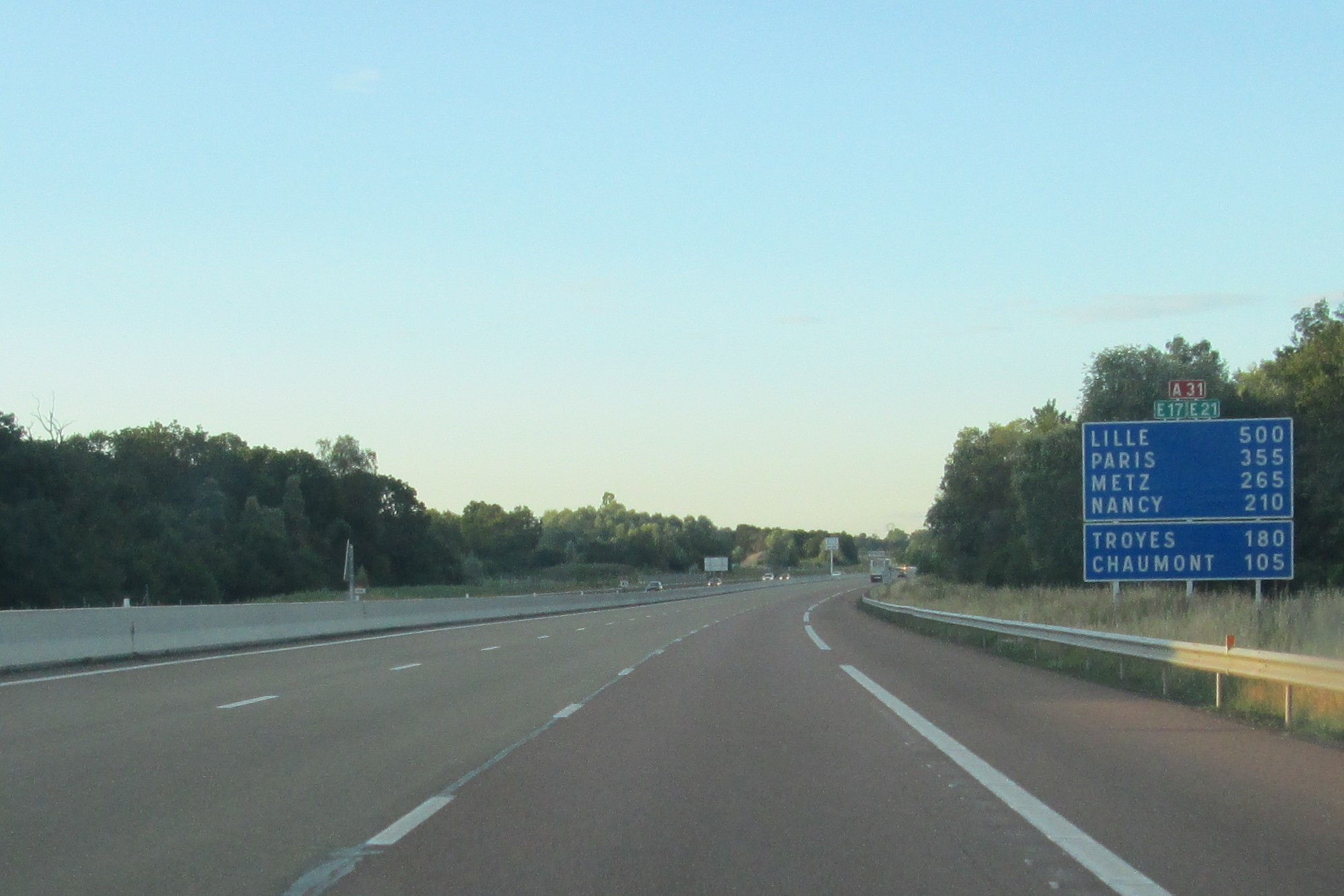
L'E21 amb l'E17 al nord de Dijon (França).